# Elżbieta Hohenstauf
Elżbieta Hohenstauf, hiszp. Beatriz de Suabia (ur. 1203 r.; zm. 1235 r. w Toro) – królowa Kastylii w latach 1219-1235, królowa Leónu w latach 1230-1235. 

## Życiorys
Elżbieta była córką króla Filipa Szwabskiego i Ireny Angeliny. Po śmierci ojca znalazła się pod opieką kuzyna Fryderyka II, który doprowadził do jej małżeństwa z królem Kastylii Ferdynandem III Świętym. Ślub nastąpił w listopadzie 1219 lub 1220 r. w klasztorze San Zoilo in Carrión de los Condes w Palencii. W Kastylii Elżbieta zmieniła imię na Beatrycze.
Elżbieta i Ferdynand Święty mieli 10 dzieci:
- Alfons X Mądry, król Kastylii,
- Fadryk,
- Ferdynand (1225–1243/1248),
- Eleonora (ur. 1227 - zm. w dzieciństwie),
- Berenguela (1228–1288/1289), zakonnica w Las Huelgas,
- Henryk
- Filip (1231–1274),
- Sancho, arcybiskup Toledo i Sewilli (1233–1261),
- Jan Manuel, pan Villena,
- Maria (zm. w dzieciństwie w listopadzie 1235).

Elżbieta została pochowana w Królewskim Klasztorze Las Huelgas de Burgos. Jej syn Alfons przeniósł jej ciało do Sewilli.